# 顾而已
顾而已（1915年—1970年6月18日），字斧淮，男，江苏南通人，中国演员、电影艺术家。文革受难者。

## 生平
1930年来到上海，演过电影、话剧，受到好评。48年去香港，与顾也鲁等人创建“大光明影业公司”，出品了《水上人家》、《小二黑结婚》等。
49年后回到上海，担任上海电影制片厂导演，执导过《天仙配》等影片。文革时，由与他曾在30年代与江青（蓝苹）有过交往，了解其历史而遭到迫害。1970年6月18日，顾而已在五七干校自杀。